# Лане моје
Лане моје је песма Жељка Јоксимовића из 2004. године са којом је представљао Србију и Црну Гору на Песми Евровизије 2004. у Истанбулу. Музику за песму написао је сам Јоксимовић, а текст Леонтина Вукомановић. Јоксимовић је ову песму извео на Евросонгу заједно са Ад хок оркестром.
Песма обилује снажним народним мотивима и типичан је пример снажне балканске баладе, због чега је проглашена за фаворита такмичења. Поставила је тренд музичке стратегије у конкуренцији бивших југословенских република. Песма је постала популарна међу многим фановима Евровизије и често је оцењена као једна од најбољих песама које нису победиле.
Песма је у полуфиналу оправдала статус фаворита и са 263 бода освојила прво место и тако изборила пласман у финале. У финалу је песма завршила на другом месту, поново са 263 бода, иза украјинске представнице Руслане.

## Бодови за СЦГ
| Бодови | Земља |
| ------ | --- |
| 12     | - Аустрија - Босна и Херцеговина - Хрватска - Немачка - Холандија - Словенија - Шведска - Швајцарска - Украјина |
| 10     | - Белорусија - Кипар - Данска - Финска - Грчка - Северна Македонија - Норвешка - Португалија - Румунија         |
| 8      | - Израел - Шпанија - Уједињено Краљевство                                                                       |
| 7      | - Белгија - Монако - Турска                                                                                     |
| 6      | Ирска |
| 5      | |
| 4      | - Албанија - Летонија - Малта                                                                                   |
| 3      | |
| 2      | |
| 1      | - Андора - Литванија                                                                                            |

| Бодови | Земља                                                                                     |
| ------ | ----------------------------------------------------------------------------------------- |
| 12     | - Аустрија - Босна и Херцеговина - Хрватска - Словенија - Шведска - Швајцарска - Украјина |
| 10     | - Кипар - Финска - Француска - Немачка - Северна Македонија - Холандија - Русија          |
| 8      | - Грчка - Румунија - Турска                                                               |
| 7      | - Албанија - Белорусија - Данска - Исланд - Израел - Португалија                          |
| 6      | - Малта - Норвешка - Шпанија                                                              |
| 5      | - Летонија - Пољска                                                                       |
| 4      |                                                                                           |
| 3      | - Белгија - Ирска - Уједињено Краљевство                                                  |
| 2      | - Андора - Литванија                                                                      |
| 1      | - Естонија - Монако                                                                       |

## Топ листе
| Листа | Највиша позиција |
| ----- | ---------------- |
| Грчка | 24               |